# Geir Andersen
Geir Andersen (Oslo, 21 de febrero de 1964) es un deportista noruego que compitió en esquí en la modalidad de combinada nórdica. Su hermano Espen también compitió en combinada nórdica.
Ganó tres medallas en el Campeonato Mundial de Esquí Nórdico, en los años 1984 y 1985.

## Palmarés internacional
| Campeonato Mundial | Campeonato Mundial    | Campeonato Mundial | Campeonato Mundial        |
| Año                | Lugar                 | Medalla            | Prueba                    |
| ------------------ | --------------------- | ------------------ | ------------------------- |
| 1984               | Rovaniemi (Finlandia) | Medalla de oro     | TN + 3 × 10 km por equipo |
| 1985               | Seefeld (Austria)     | Medalla de plata   | TN + 15 km individual     |
| 1985               | Seefeld (Austria)     | Medalla de plata   | TN + 3 × 10 km por equipo |